# ドイチェ・フースバルマイスターシャフト1904-1905
ドイチェ・フースバルマイスターシャフト 1904-1905 はドイツサッカー協会によって開催された第3回目のクラブチーム全国大会である。ベルリナーTuFCウニオン92が優勝し、1回目のドイチャー・フースバルマイスターの座に就いた。

## 概要
今年度大会は各クラブの財政的問題が浮き彫りとなった。初出場のシュレージエン・ブレスラウに加えて、初代王者・現ドイツ王座保持者VfBライプツィヒまでも、遠征費を工面できず棄権した。
DFBはこの事態に対する準備ができておらず、急遽試合日程を修正することで対応したが、かえって混乱を巻き起こし、準決勝はたった3クラブで行われた。大会運営費用は前もってDFBにより担保されたのだが、最終的には各地方協会・出場クラブ、さらには試合会場所有者にまで負担をかけることになってしまった。

## 出場クラブ[2]
1905年5月21日時点でDFBは262クラブの会員を抱えており、過去最多の10協会がそれぞれが出場登録を行った。過去二大会と同じく、DFBに加盟している地方協会の王者が出場した。その10クラブに加えて、ドイツ王座保持者VfBライプツィヒが11クラブ目となる予定だったのだが、上述の通り彼らは棄権した。出場クラブの増加と各地域間の実力差を鑑みて、DFBは予備予選で弱小クラブを振るい落とすことにした。そして昨年度の途中打ち切りと、その原因となった遠征距離不平等へのクレームを受けて、中立地開催が初めて原則通りに実行された。
| クラブ                                   | 出場資格                                                          |
| SCシュレージエン・ブレスラオ             | ブレスラオアー・フースバルマイスターシャフト1904-1905優勝         |
| SCアレマニア・コットブス                 | ニーダーラオジッツァー・フースバルマイスターシャフト1904-1905優勝 |
| ベルリナーTuFCウニオン92                 | VBBベルリナー・フースバルマイスターシャフト1904-1905優勝          |
| ドレスナーSC                             | ミッテルドイチェ・フースバルマイスターシャフト1904-1905優勝       |
| VfBライプツィヒ                          | タイトル保持者                                                    |
| マクデブルガーFCヴィクトリア96           | VMBVマイスターシャフト優勝                                        |
| FCヴィクトリア・ハンブルク               | HAFVマイスターシャフト優勝                                        |
| FuCCアイントラハト・ブラウンシュヴァイク | FfdHBマイスターシャフト優勝                                       |
| ハノーファーシャーFC1896                 | VHBVマイスターシャフト優勝                                        |
| デュイスブルガーSpV                      | ヴェストドイチェ・フースバルマイスターシャフト1904-1905優勝       |
| カールスルーアーFV                       | ズュートドイチェ・フースバルマイスターシャフト1904-1905優勝       |

## 予備予選

### 予備予選1回戦
| 1905年4月9日 予備予選 | SCシュレージエン・ブレスラウ | 5 – 1 | アレマニア・コットブス | ドレスデン                                                        |
|                       |                              |       |                        | 競技場: ハインツ=シュタイアー=シュターディオン 主審: Max Landrock |

得点者は不明ながら、シュレージエン・ブレスラウはアレマニア・コットブスを5－1で大破し予備予選2回戦進出を決めた。だがしかし、ブレスラウは遠征費が高すぎて捻出できないという理由で2回戦を棄権した。
| 1905年4月9日 予備予選 | FuCCアイントラハト・ブラウンシュヴァイク | 3–2 (延長) | ハノーファーシャーFC1896 | マクデブルク                             |
|                       |                                          |            |                          | 競技場: Victoriaplatz 主審: Hans Dreßler |

のちにニーダーザクセン州において宿命のライバル同士となる、アイントラハト・ブランシュヴァイクとハノーファー96が初めて全国大会に出場した。ブラウンシュヴァイクは前半15分にルドルフ・デートマーが先制点を決め、ハーフタイムまでにリードを2－0に拡げた。ハノーファーも後半にスタンリー・ドビンソンとヴィルヘルム・ビューリングの得点で同点に追いついたが、延長110分にデートマーが決勝点を挙げたブランシュヴァイクが激戦を制した。

### 予備予選2回戦
| 1905年4月16日 予備予選 | マクデブルガーFCヴィクトリア96 | 中止 | SCシュレージエン・ブレスラオSV | ライプツィヒ |

### 予備予選3回戦
| 1905年4月30日 予備予選 | FuCCアイントラハト・ブラウンシュヴァイク | 2 – 1 | マクデブルガーFCヴィクトリア96 | ベルリン                                           |
|                        |                                          |       |                                | 競技場: Germania-Platz Tempelhof 主審: Otto Hiller |

前述のとおりシュレージエン・ブレスラウが遠征を断念したので、二回戦不戦勝のマクデブルガーFCとブラウンシュバイクはそのまま本大会に進む予定だったのだが、急遽予定を変更し彼らの間でもう一試合の予備予選が組まれた。予備予選一回戦から三週間が経過し、本大会開幕は一週間後というタイミングである。
マクデブルガーはハンス・アダムのゴールで61分に先行、対するブランシュヴァイクは七分後に怪しい判定で得たPKをクルト・ハーゲマンが決めて同点にした。80分にマクデブルガーのガイアーが退場し11人対10人となるが、スコアは動かず1－1のまま延長へ突入した。そして106分、ブランシュヴァイクはヴィルヘルム・ケンプファーの決勝点で二試合連続の (ただし三週間後だが) 延長戦を制し、本大会進出を決めた。

## 準々決勝
| 1905年5月28日 準々決勝 | カールスルーアーFV | 1 – 0 | デュイスブルガーSpV | ハーナウ                                |
|                        | Zinser 45分        |       |                     | 競技場: Zur Schönen Aussicht 主審: Roth |

| 1905年5月28日 準々決勝 | ドレスデナーSC                                       | 5 – 3 | FCヴィクトリア・ハンブルク                | ベルリン                                          |
|                        | Neumann 13分, 18分 · Richter 48分, 50分 · Große 84分 |       | ガールン 4分 · Hagenah 42分 · Fricke 60分 | 競技場: Germania-Platz Tempelhof 主審: Paul Faber |

| 準々決勝 | VfBライプツィヒ (1893年) | 中止 | FuCCアイントラハト・ブラウンシュヴァイク |  |

| 1905年5月28日 準々決勝 | ベルリナーTuFCウニオン92 | 4 – 1 | FuCCアイントラハト・ブラウンシュヴァイク | マクデブルク                             |
|                        |                          |       |                                          | 競技場: Victoriaplatz 主審: Hans Dreßler |

前年度決勝戦中止により、まだ第一回大会で勝ち取った国内王座を保持していたVfBライプツィヒだったが、遠征費を捻出できずにアイントラハト・ブランシュヴァイク戦を棄権し、王座防衛権を自ら放棄してしまう。DFBは準決勝シード予定だったベルリナー・ウニオンを、代わりにこの準々決勝に出場させた。
ブランシュヴァイクはヴィルヘルム・ケンプファーの得点で先制し、このリードをハーフタイムまで守った。だが後半開始直後、ベルリナー・ウニオンはアルフレート・ヴァーゲンザイルが同点弾、そして56分と66分にヴィリ・ピザラが決めて試合をひっくり返し、最後はラインホルト・ボックがしめくくり、4－1で大勝した。
二週間後に行われたカールスルーアーFVとデュイスブルガーSpVの試合は、一転して接戦となった。昨季は大会運営の不備などで災難を被ったKFVは、ユリウス・ツィンシャーが唯一のゴールを決めて1－0で勝ち大会初白星を挙げ、さらに決勝戦へのシード権をも手にした。
準々決勝ラストゲームは、ヴィクトリア・ハンブルク対ドレスデナーSC。ハンブルクは開始4分にヘルマン・アダムが先制点を決めるが、その15分後にDSCのアルノ・ノイマンにわずか5分間で2ゴールを決められ逆転された。だが、前半終了間際にベルトホルト・ハーゲナーが同点弾を決め2－2の同点でハーフタイムへ。
後半DSCは、ラインハルト・リヒターが48分・50分と連続ゴールを決めて4－2と突き放し、十分後にマックス・フリッケの得点で一点差に詰め寄られるも、終了間際にアルノ・グローセが駄目押しして5－3で勝利。準決勝進出を決めた。

## 準決勝
| 1905年6月4日 準決勝 | ドレスデナーSC | 2 – 5 | ベルリナーTuFCウニオン92 | ライプツィヒ                           |
|                     |                |       |                          | 競技場: Radrennbahn 主審: Hans Dreßler |

初出場で初戦突破したドレスデナーSCだったが、格上のベルリナー・ウニオンに粉砕された。ウニオンは開始20分にパウル・ヘルツォークが先制点、さらに前半のうちにヘルツォークとフレーデが加点し、3－0リードで前半を折り返す。後半ヘルツォークがハットトリックを達成してスコアは4－0となり、その後DSCはラインホルト・リヒターが結果的に得点王タイを確定させる2ゴールで二点差に詰め寄ったが、ウニオンはヴィリ・ピザラがとどめの5点目を決め、5－2で勝って決勝進出を決めた。

## 決勝
| ベルリナーTuFCウニオン92                    | 2–0      | カールスルーアーFV |
| ------------------------------------------- | -------- | ------------------ |
| - ヴァーゲンザイル 10分 - ヘアツォーク 50分 | レポート |                    |

| ベルリナーTuFCウニオン92 | カールスルーアーFV |

| GK | ヴィリー・クリューガー         |
| RB | オットー・ケーネ               |
| LB | アレクサンダー・ボック         |
| RH | フェリックス・ユアガ           |
| CH | クアト・ハインリヒ (c)         |
| LH | エミル・ラインケ               |
| OR | ラインハート・ボック二世       |
| IR | アルフレート・ヴァーゲンザイル |
| CF | O・フレーデ                    |
| IL | パウル・ヘルツォーク           |
| OL | ヴィリ・ピザラ                 |

| GK | ヴィレム・スヒエルベーク |
| RB | フリッツ・グッチュ       |
| LB | アドルフ・バウフィー     |
| RH | ヴィルヘルム・ランガー   |
| CH | イヴォ・シュリッカー (c) |
| LH | マックス・シュヴァーツェ |
| OR | フランツ・ルツェク       |
| IR | ルイス・ヘック           |
| CF | ルドルフ・ヴェッツラー   |
| IL | ユリウス・ツィンザー     |
| OL | A・ホルダーマン          |

| 試合のルール： - 試合時間は45分ハーフの90分。 - 延長戦は15分ハーフの30分。 - 延長戦はゴールデンゴール方式で、ハーフタイムは最大10分。 - 決着がつかないまま主審が終了宣言した場合、再試合。 - 選手交代なし。 |

カールスルーアーFVは未来のFIFA副会長・事務総長のイヴォ・シュリッカー、オランダ人選手2人などを擁していたが、ベルリナー・ウニオン相手に完敗した。準決勝を3点差で勝利したチーム力は、前日の深酒を反省し出場辞退した正GKパウル・アイヒェルマン、仕事のため試合に来られなかったDFラインハルト・ティールの二名を欠いても、なお健在であった。
開始10分にアルフレート・ヴァーゲンザイルが決めて先制したウニオンは、さらに前半終了間際パウル・ヘルツォークが自身今大会4点目・得点ランキング首位タイに浮上する追加点を挙げ、2－0とリード。後半をこのスコアのままやり過ごし、首都ベルリンに初のマイスターシャフトをもたらした。ウニオン自身はこれが唯一の優勝だったが、昨季のベルリナー・ヴィクトリアの決勝進出も含め、ここからベルリン勢の支配が始まろうとしていた。

## ベルリナーTuFCウニオン92のマイスターマンシャフト
| ベルリナーTuFCウニオン92          | |

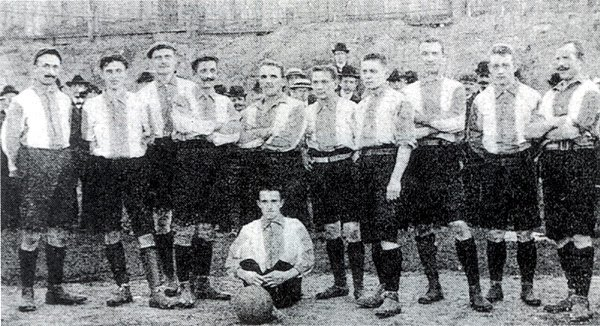
Meistermannschaft des Berliner TuFC Union 92.
Heinrich, Reinke, Kähne, Wagenseil, Herzog, Girulatis, A. Bock, Thiel, Pisara, Jurga; vorne: Krüger

| Wappen des Berliner TuFC Union 92 | - GK: ヴィリー・クリューガー (2試合/-得点), パウル・アイヒェルマン (1/-) - DF: アレクサンダー・ボック (3/-), オットー・ケーネ (3/-) - MF: クアト・ハインリヒ (c) (3/-), フェリックス・ユアガ (3/-), エミル・ラインケ (2/-), ラインハート・ティール (1/-) - FW: ラインホルト・ボック (3/1), O. Fröhde (3/1), リヒャート・ギルラティス (1/-), パウル・ヘアツォーク (3/4), ヴィリ・ピーザーラ (3/3), アルフレート・ヴァーゲンザイル (2/2) - 監督: – |

## 得点ランキング[13]
シュレージエン・ブレスラウの5点とアレマニア・コットブスの1点、計6ゴールの得点者が不明である。
| 選手 | 選手                           | クラブ                                   | 出場数 | 得点数 |
| ---- | ------------------------------ | ---------------------------------------- | ------ | ------ |
| 1.   | ラインハート・リヒター         | ドレスナーSC                             | 2      | 4      |
| 2.   | パウル・ヘアツォーク           | ベルリナーTuFCウニオン92                 | 3      | 4      |
| 3.   | ヴィルヘルム・ケンプファー     | FuCCアイントラハト・ブラウンシュヴァイク | 3      | 3      |
| 3.   | ヴィリ・ピザラ                 | ベルリナーTuFCウニオン92                 | 3      | 3      |
| 5.   | アーノ・ノイマン               | ドレスデナーSC                           | 2      | 2      |
| 5.   | アルフレート・ヴァーゲンザイル | ベルリナーTuFCウニオン92                 | 2      | 2      |
| 7.   | ルドルフ・デトマー             | FuCCアイントラハト・ブラウンシュヴァイク | 3      | 2      |
| 8.   | ハンス・アーダム               | マクデブルガーFCヴィクトリア96           | 1      | 1      |
| 8.   | ヴィルヘルム・ビューリン       | ハノーファーシャーFC96                   | 1      | 1      |
| 8.   | スタンリー・レイン・ドビンソン | ハノーファーシャーFC96                   | 1      | 1      |
| 8.   | マックス・フリッケ             | FCヴィクトリア・ハンブルク               | 1      | 1      |
| 8.   | ヘアマン・ガーム               | FCヴィクトリア・ハンブルク               | 1      | 1      |
| 8.   | ベアトホルト・ハーゲナー       | FCヴィクトリア・ハンブルク               | 1      | 1      |
| 14.  | アーノ・グローセ               | ドレースナーSC                           | 2      | 1      |
| 14.  | ユリウス・ツィンザー           | カールスルーアーFV                       | 2      | 1      |
| 16.  | ラインホルト・ボック           | ベルリナーTuFCウニオン92                 | 3      | 1      |
| 16.  | O・フレーデ                    | ベルリナーTuFCウニオン92                 | 3      | 1      |
| 16.  | クアト・ハーゲマン             | FuCCアイントラハト・ブラウンシュヴァイク | 3      | 1      |